# Josep Nebot
Josep Nebot i Alegret es un historietista español (Barcelona, 27 de enero de 1945).

## Biografía
Hermano menor del también historietista Joan Nebot, Josep comenzó muy joven a trabajar para la agencia Selecciones Ilustradas.
En los 80 se unió al estudio Comicup, produciendo historietas para revistas como "Commando" de la editorial británica D. C. Thomson y "Annabel" de la holandesa Oberon. En España, mientras tanto, se publicó Selene y Much Money (1980) en "Delta" y Nina (1986) en "Garibolo".
Colaboró luego en Fix und Foxi de Rolf Kauka y varias historietas de personajes de Disney. También ilustró Sjors en Sjimmie, Karlijn, Catootje en de Ouders, etc.
Josep Nebot Alegret, Barcelona 27 de enero de 1945, mis primeros pasos, fueron en Selecciones Ilustradas, en el 1961 empecé con Jhony Galaxia y algunos personajes del Oeste, siguiendo con algunos cuadernillos de guerra para Francia, luego con historias de diferentes deportes. Aproximadamente en el 66 dibujé para Alemania, mediando Ortega estudio, series como Alex Kaan y Kammar, Adlefeder, Korak el hijo de Tarzán, Comisario X, Robin Wood y Clásicos, siguiendo con Rat Pack, Warlord, Commando y "the iron waters" para editorial Thomson, (Escocia) por mediación de Creaciones Editoriales (Bruguera) más varios guiones detectivescos en Super Mortadelo, después realicé algunas historias para la revista Garibolo con el personaje de NiNa para C.G.E. también "Anabel" para revista Tina y "Sjors en Sjimmie" para editorial Oberon, (Holanda) con Norma "Eddie Tops" (Inglaterra), en los 80 entré a formar parte de Comicup estudio, dibujando "Fix und Foxi", "Sjors en Sjimmie", "Bonkers", "Gespenster", "knax", "Die Pillen", "Sumsi", "Big Bad Wolf", "Joe Carioca", "Chip an Dale", "Hiawatha", "Tokkie Tor", "Donald", "Deysy", "Goffy", "Bobo", "Petzi", "Jan Jans". 
Aclaración del dibujante "- Mi hermano Joan dibujó Yolanda para Bruguera, yo Josep, Nina para Garibolo. Jamás dibujé Selene o Delta, los dibujó Joan.-"

## Obra
| Años      | Título                         | Guionista   | Tipo                     | Publicación |
| --------- | ------------------------------ | ----------- | ------------------------ | ----------- |
| 1980      | Selene y Much Money            |             | Serie                    | Delta       |
| 1986      | Nina                           | Josep Nebot | Serie                    | Garibolo    |
| 1988-1994 | Fix und Foxi                   |             | Serie                    |             |
|           | Mickey Mouse                   |             | Serie                    |             |
|           | Daisy Duck                     |             | Serie                    |             |
|           | Joe Carioca                    |             | Serie                    |             |
|           | Hiawatha                       |             | Serie                    |             |
| 199-      | Sjors en Sjimmie               |             | Serie                    |             |
|           | Karlijn, Catootje en de Ouders |             | Serie con Tony Fernández | Tina        |